# Trachycephalus coriaceus
Trachycephalus coriaceus es una especie de anfibio anuro de la familia Hylidae.
Habita en Bolivia, Brasil, Ecuador, Guayana Francesa, Perú, Surinam, Venezuela y posiblemente en Colombia.
Su hábitat natural incluye bosques tropicales o subtropicales secos y a baja altitud, tanto bosques primarios como secundarios. Aunque no está amenazada, el principal riesgo para su conservación es la destrucción de su hábitat natural. Algunos grupos indígenas la cazan para alimentarse de ella.
Es una especie de rana arbórea, y se reproduce en cavidades arbóreas rellenas de agua, en charcas permanentes y estacionales.